# Louis-Alexis Raoux
Louis-Alexis Raoux   (Kortrijk, 11 de setembre de 1814 - Brussel·les, 15 de novembre de 1855), fou un compositor belga.
Estudia en l'Acadèmia de Música de Brussel·les, on demostrà grans dots pel violoncel, piano i composició. El 1827 ja era répétiteur de la Reial Escola de Música, i el 1833 fou nomenat professor de solfeig del Conservatori de Brussel·les. Fundà diversos centres per l'ensenyança de la música, entre ells un Conservatori de música clàssica i religiosa, amb l'objecte de formar excel·lents organistes i mestres de capella.
Va compondre diverses òperes còmiques, com les titulades Les deux précepleurs, Le mariage de l'anglaise, etc., que no assolí veure posades en escena; els cors Athalie, simfonies, misses, motets, obertures, melodies vocals, cantates, etc.